# (9619) Terrygilliam
(9619) Terrygilliam (1993 FS9) – planetoida z pasa głównego asteroid okrążająca Słońce w ciągu 3,68 lat w średniej odległości 2,38 j.a. Odkryta 17 marca 1993 roku.